# Championnat de France de rugby à XV de 2e division 1969-1970
Navigation
Championnat de France de 2e division 1968-1969 Championnat de France de 2e division 1970-1971
Le championnat de France de rugby à XV de 2e division 1969-1970 est l'antichambre de la première division. La compétition se déroule du 4 octobre 1969 au 10 mai 1970 en deux phases avec 64 équipes en compétitions. 
La première phase, du 4 octobre 1970 au 22 février 1970 se déroule en 8 poules de 8 équipes avec matchs aller-retour. Les clubs classés aux quatre premières places de chaque poule sont qualifiés pour les seizièmes et classés de 1 à 32. Les matchs, comme la finale, se jouent sur terrain neutre. Le club qui gagne en finale est déclaré vainqueur de la compétition et accède à la première division ainsi que les équipes qualifiées pour les quarts de finale.

## Poules de qualification

### Poule A
- US Annecy
- LOU
- AS Roanne
- AS Mâcon
- SLUC Nancy
- Stade montchaninois
- ASPTT Lyon
- US Bellegarde

### Poule B
- US Carcassonne
- US Thuir
- Céret sportif
- SC Pamiers
- Saint-Girons SC
- UA Saverdun
- Stade port-vendrais Collioure
- Stade piscenois

### Poule C
- Stade poitevin
- Stade nantais
- US La Teste-de-Buch
- AS Police de Paris
- UA Gujan-Mestras
- ASPTT Paris
- SA Bordeaux-Mérignac
- Bordeaux EC

### Poule D
- Boucau stade
- SA Saint-Sever
- SA Hagetmau
- AS Soustons
- UA Mimizan
- CA Morcenx
- US Salles
- SA Monein

### Poule E
- USA Limoges
- CA Sarlat
- Stade montluçonnais
- stade foyen
- UA Libourne
- USON Nevers
- RC Guéret
- RC Musidan

### Poule F
- SC Decazeville
- US Marmande
- US Orthez
- Stade bordelais
- Stade langonnais
- Peyrehorade sports
- CA Villeneuve-sur-Lot
- USA Mirande

### Poule G
- AS Bédarrides
- RC Châteaurenard
- RRC Nice
- CS Bourgoin-Jallieu
- UMS Montélimar
- SO Voiron
- Stade Montpelliérain
- SO Givors

### Poule H
- stade ruthénois
- GS Figeac
- Lombez-Samatan club
- ES Gimont
- UA Vic-Fezensac
- Toulouse UC
- US Nérac
- Avenir Moissac

## Phase finale

### Seizièmes de finale
| 15 mars 1970 | Stade ruthénois | 11-3 | CA Villeneuve-sur-Lot | Figeac |
| 15 mars 1970 |                 |      |                       | Figeac |
| 15 mars 1970 |                 |      |                       | Figeac |

| 15 mars 1970 | Boucau stade | 19-9 | Bordeaux EC | Mimizan |
| 15 mars 1970 |              |      |             | Mimizan |
| 15 mars 1970 |              |      |             | Mimizan |

| 15 mars 1970 | Stade montchaninois | 3-0 | GS Figeac | Issoire |
| 15 mars 1970 |                     |     |           | Issoire |
| 15 mars 1970 |                     |     |           | Issoire |

| 15 mars 1970 | Saint-Girons SC | 12-3 | AS Roanne | Chateaurenard |
| 15 mars 1970 |                 |      |           | Chateaurenard |
| 15 mars 1970 |                 |      |           | Chateaurenard |

| 15 mars 1970 | Lombez-Samatan club | 11-0 | AS Soustons | Condom |
| 15 mars 1970 |                     |      |             | Condom |
| 15 mars 1970 |                     |      |             | Condom |

| 15 mars 1970 | Stade poitevin | 9-0 | AS Bedarrides | Beaumont-de-Lomagne |
| 15 mars 1970 |                |     |               | Beaumont-de-Lomagne |
| 15 mars 1970 |                |     |               | Beaumont-de-Lomagne |

| 15 mars 1970 | CA Sarlat | 15-9 | SA Saint-Sever | Gujan-Mestras |
| 15 mars 1970 |           |      |                | Gujan-Mestras |
| 15 mars 1970 |           |      |                | Gujan-Mestras |

| 15 mars 1970 | Lyon OU | 11-3 | SO Voiron | Bourgoin-Jallieu |
| 15 mars 1970 |         |      |           | Bourgoin-Jallieu |
| 15 mars 1970 |         |      |           | Bourgoin-Jallieu |

| 15 mars 1970 | UA Libourne | 9-6 | US Marmande | Bergerac |
| 15 mars 1970 |             |     |             | Bergerac |
| 15 mars 1970 |             |     |             | Bergerac |

| 15 mars 1970 | CA Morcenx-la-Nouvelle | 8-6 | ASPTT Lyon | Montpellier |
| 15 mars 1970 |                        |     |            | Montpellier |
| 15 mars 1970 |                        |     |            | Montpellier |

| 15 mars 1970 | US Carcassonne | 5-0 | Stade langonnais | Castelsarrasin |
| 15 mars 1970 |                |     |                  | Castelsarrasin |
| 15 mars 1970 |                |     |                  | Castelsarrasin |

| 15 mars 1970 | RC Mussidan | 11-0 | RRC Nice | Pezenas |
| 15 mars 1970 |             |      |          | Pezenas |
| 15 mars 1970 |             |      |          | Pezenas |

| 15 mars 1970 | US Thuir | 9-6 | AS Police de Paris | Saint-Junien |
| 15 mars 1970 |          |     |                    | Saint-Junien |
| 15 mars 1970 |          |     |                    | Saint-Junien |

| 15 mars 1970 | CS Bourgoin-Jallieu | 9-3 | SA Bordeaux-Mérignac | Montluçon |
| 15 mars 1970 |                     |     |                      | Montluçon |
| 15 mars 1970 |                     |     |                      | Montluçon |

| 15 mars 1970 | US Orthez | 6-3 | UA Saverdun | Vic-en-Bigorre |
| 15 mars 1970 |           |     |             | Vic-en-Bigorre |
| 15 mars 1970 |           |     |             | Vic-en-Bigorre |

| 15 mars 1970 | UA Vic-Fezensac | 17-3 | Stade montluçonnais | Sarlat-la-Canéda |
| 15 mars 1970 |                 |      |                     | Sarlat-la-Canéda |
| 15 mars 1970 |                 |      |                     | Sarlat-la-Canéda |

### Huitièmes de finale
| 5 avril 1970 | Stade ruthénois | 13-3 | UA Libourne | Fumel |
| 5 avril 1970 | Essai(s) : Jean Pierre Bellé (35e), Michel Prepelica (57e) Transformation(s) : Michel Couly (35e) Pénalité(s) : 1 de Michel Couly |      |             | Fumel |
| 5 avril 1970 | |      |             | Fumel |

| 5 avril 1970 | Stade montchaninois | 11-9 | CA Morcenx-la-Nouvelle | Châteauroux |
| 5 avril 1970 |                     |      |                        | Châteauroux |
| 5 avril 1970 |                     |      |                        | Châteauroux |

| 5 avril 1970 | Stade poitevin | 8-3 | US Carcassonne | Decazeville |
| 5 avril 1970 |                |     |                | Decazeville |
| 5 avril 1970 |                |     |                | Decazeville |

| 5 avril 1970 | CA Sarlat | 26-0 | RC Mussidan | Périgueux |
| 5 avril 1970 |           |      |             | Périgueux |
| 5 avril 1970 |           |      |             | Périgueux |

| 5 avril 1970 | Boucau stade | 22-12 | US Thuir | Montrejeau |
| 5 avril 1970 |              |       |          | Montrejeau |
| 5 avril 1970 |              |       |          | Montrejeau |

| 5 avril 1970 | Saint-Girons SC | 11-3 | CS Bourgoin-Jallieu | Bedarrides |
| 5 avril 1970 |                 |      |                     | Bedarrides |
| 5 avril 1970 |                 |      |                     | Bedarrides |

| 5 avril 1970 | Lombez-Samatan club | 20-0 | US Orthez | Vic-Fezensac |
| 5 avril 1970 |                     |      |           | Vic-Fezensac |
| 5 avril 1970 |                     |      |           | Vic-Fezensac |

| 5 avril 1970 | Lyon OU | 3-3 | UA Vic-Fezensac | Aurillac |
| 5 avril 1970 |         |     |                 | Aurillac |
| 5 avril 1970 |         |     |                 | Aurillac |

### Quarts de finale
Les clubs participants aux quarts de finale joueront en 1re division la saison suivante.
| 19 avril 1970 | Stade ruthénois | 9-0 | Stade poitevin | Brive-la-Gaillarde |
| 19 avril 1970 |                 |     |                | Brive-la-Gaillarde |
| 19 avril 1970 |                 |     |                | Brive-la-Gaillarde |

| 19 avril 1970 | Stade montchaninois | 9-8 | CA Sarlat | Limoges |
| 19 avril 1970 |                     |     |           | Limoges |
| 19 avril 1970 |                     |     |           | Limoges |

| 19 avril 1970 | Boucau stade | 6-0 | Lombez-Samatan club | Marmande |
| 19 avril 1970 |              |     |                     | Marmande |
| 19 avril 1970 |              |     |                     | Marmande |

| 19 avril 1970 | Saint-Girons SC | 9-3 | Lyon OU | Millau |
| 19 avril 1970 |                 |     |         | Millau |
| 19 avril 1970 |                 |     |         | Millau |

### Demi-finale
| 26 avril 1970 | Stade ruthénois | 8-5 | Stade montchaninois | Lyon |
| 26 avril 1970 |                 |     |                     | Lyon |
| 26 avril 1970 |                 |     |                     | Lyon |

| 26 avril 1970 | Boucau stade | 5-0 | Saint-Girons SC | Saint-Gaudens |
| 26 avril 1970 |              |     |                 | Saint-Gaudens |
| 26 avril 1970 |              |     |                 | Saint-Gaudens |

### Finale
| 10 mai 1970 | Stade ruthénois | 16-14 | Boucau stade | Castres 7 000 spectateurs |
| 10 mai 1970 | Essai(s) : 1 de Alain Pradalier 21e et 1 de Jean-Pierre Guiraud 50e Transformation(s) : 2 de Michel Couly 21e et 50e Pénalité(s) : 1 de Michel Couly 9e Drop(s) : 1 de Michel Couly 18e |       |              | Castres 7 000 spectateurs |
| 10 mai 1970 | |       |              | Castres 7 000 spectateurs |